# Lluís Masriera i Rosés
Lluís Masriera i Rosés (Barcelona, 17 de gener de 1872 - 21 d'octubre de 1958) foiu un orfebre, pintor, escenògraf, comediògraf i director teatral català, i el membre més rellevant de la nissaga Masriera, ja que va donar notorietat i fama internacional a la firma. La faceta més coneguda de l'artista és la de joier i especialment les seves aportacions com a esmaltador; així, una de les seves grans contribucions al camp de la joieria i l'orfebreria va ser la reutilització de l'esmalt translúcid, que des del segle xviii s'havia deixat d'emprar a Catalunya, amb la tècnica del plique-à-jour, així com la creació dels esmalts Barcelona, d'extrema fragilitat i bellesa.
Esdevingué una figura de referència en el món cultural barceloní de la primera meitat del segle xx, a més de ser reconegut com un dels artistes joiers més destacats de l'Art Noveau internacional. Avui en dia les seves joies són apreciades, valorades i conegudes internacionalment i mostra d'aquest fet fou la subhasta monogràfica dedicada a Lluís Masriera que va organitzar Christie's a Ginebra el 1970.

## Biografia
Era fill de Josep Masriera i Manovens i Clotilde Rosés i Ricart; i nebot de Francesc Masriera i Manovens. Va tenir tres germans, Josep Masriera i Rosés, Guillem Masriera i Rosés i Ricard Masriera i Rosés; i una germana, Isabel, que va morir de ben petita. Es casà el 23 d'octubre de 1897 amb Neus Campins Vila i tingué sis fills.
El seu germà Josep va fer, ben aviat, disseny de joies, col·laborant en l'empresa familiar en l'Exposició Universal de París de 1889; i va traslladar-se a Ginebra el 1901 per formar-se en dibuix enfocat a les indústries artístiques. Guillem va dedicar-se al dibuix i a l'escultura; però Lluís destacà per damunt de tots i esdevingué la figura principal de la joieria modernista catalana i espanyola del moment.
El 31 de gener de 1912 morí el seu pare Josep Masriera i Lluís s'hagué d'ocupar del negoci familiar, motiu pel qual, juntament amb el seu germà Ricard Masriera i Rosés, s'associà amb Joaquim Carreras Nolla i constituí la societat Masriera y Carreras per a la venda de joieria i plateria; i Ars Nova, dedicada a la fabricació de joieria i plateria i domiciliada al carrer Bailèn. A causa de l'associació amb els Carreras traslladaren la seva botiga al Passeig de Gràcia de Barcelona i emprengueren les reformes de l'estudi-taller del carrer Bailèn.
Al llarg de la seva vida, Lluís Masriera desenvolupà tasques en diverses entitats i institucions culturals, a partir de les quals intervingué de manera crucial en la vida artisticocultural de Barcelona i Catalunya. Va ser membre de l'Acadèmia de Ciències i Arts de Barcelona i llegí el discurs d'entrada a l'Acadèmia, titulat La línia i els estils, així com La caída del Modernismo el 1913; també de l'Acadèmia de Belles Arts de Sant Jordi, de la qual fou president el 1944; a més d'adquirir altres càrrecs en diversos organismes públics i privats, com a l'Acadèmia de Sant Carles de València, l'Acadèmia de Sant Lluís de Saragossa, el Cercle Artístic de Sant Lluc, el Reial Cercle Artístic de Barcelona, el Saló de Barcelona, la Junta de Museus de Barcelona, el Foment de les Arts Decoratives i encara d'altres.
Fou també l'instaurador del premi Josep Masriera i Manovens, el 1915, a l'Acadèmia de Belles Arts de Sant Jordi, per a pintures de paisatge de Catalunya, que restà operatiu fins al 1962. Encara es conserva una col·lecció de 50 obres molt representatives del paisatgisme català al museu de l'Acadèmia i que són reflex d'una etapa encara un xic desconeguda.
La seva faceta com a col·leccionista també és rellevant, des del Museu Masriera, situat al temple-estudi del carrer Bailèn, que obrí al públic el 26 de novembre de 1913; fins a les diverses donacions que va fer als museus d'art de Barcelona, com són els quatre quadres del seu pare, una important col·lecció de llibres i revistes per a la Biblioteca dels museus d'art, i la col·lecció d'art extremo-oriental per al Museu d'Arts Decoratives de Pedralbes.

## Formació
L'aportació singular i excepcional de Lluís Masriera es basà en una sòlida tradició i un bon coneixement de l'ofici. Va començar a treballar al taller familiar amb 15 anys, al costat d'Alexandre de Riquer, i en algunes peces posteriors podem veure-hi les correspondències d'estil en el tractament que fa el joier de la figura humana, de caràcter simbolista i prerafaelita, la interpretació de la temàtica floral i animal i en una certa revifalla de l'art medieval.
També assistí a classes de metal·listeria a l'Escola de Belles Arts amb el seu germà Josep.
Els tallers familiars dels Masriera varen estar situats als carrers Vigatans, Ferran i Bailèn, un entorn privilegiat social, cultural i artísticament, ja que en els dos primers s'hi establien els comerços de major categoria a la Ciutat Comtal, on acudien la burgesia barcelonina i els impulsos empresarials més nous; a més a més, en aquests carrers també estaven situats els de Francesc Vidal, Josep Vilaseca, Gaspar Homar, Lluís Rigalt, Rossend Nobas i Josep Reynés, per exemple. Per tant, era un nucli d'artistes, intel·lectuals, industrials i empresaris interessats en el progrés i la modernitat.
L'ambient artístic del taller familiar durant els anys de formació de Lluís Masriera, entre el període de 1874 a 1890, mostra un estil que jugava amb formes d'origen clàssic, rígides i punxants, i amb reflexos islàmics procedents de la moda orientalista.
El seu taller comptava amb la col·laboració de destacats artistes que procedien de camps molt diversos, com els escultors Rossend Nobas, Manuel Fuxà, Josep Reynés; i el pintor i decorador Jaume Serra, la qual cosa incidí positivament en la qualitat de les peces que s'hi realitzaven.
Una altra figura molt admirada per Lluís Masriera fou Apel·les Mestres i els seus poemes il·lustrats, com Liliana (1907), en els quals podem veure reflectida la influència japonesa i les nimfes florejades que després reencarnà Lluís en les seves joies modernistes; així com la fauna i flora exuberant dels seus boscos.
En desaparèixer l'operari Josep Pelegrí Clariana el 1878, principal esmaltador de la casa Masriera Hermanos, Francesc Masriera necessità algú que continués l'ofici amb el mateix grau de qualitat i nivell artístic. Aquest fou el motiu pel qual s'envià, al voltant de 1889, Lluís Masriera a Ginebra, on aprengué les tècniques de l'esmalt de Llemotges a prop de Frank Édouard Lossier. Després perfeccionà la tècnica a París i a Londres.
D'entre tots els artistes que van col·laborar en el taller familiar cal destacar l'escultor modernista Eusebi Arnau, qui, d'ençà del 1890 i fins al primer decenni del segle xx, s'encarregà de modelar assumptes de medalles i motius decoratius d'àmfores, plaques i joies.

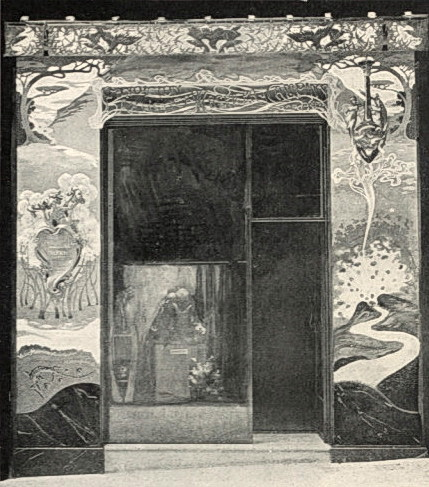
Botiga Masriera al carrer Ferran 51. Va rebre una menció al concurs anual d'edificis artístics de 1903

A partir de 1900 es traslladà el taller de joieria a la part posterior de l'estudi-taller del carrer Bailèn, i es produí un gran canvi en la seva obra arran del contacte directe amb les creacions de René Lalique a París. En aquest moment, davant d'una forta crisi al país, decidí fer fondre tot l'estoc de la vella joieria Masriera del carrer Ferran per a reconvertir-la, amb dibuixos personals seus, en peces del nou estil. La seva nova col·lecció va ser exposada a l'aparador de la botiga del carrer Ferran el 21 de desembre del 1901 i va tenir un gran èxit de públic.
Però aquest canvi d'estil no es produí de manera sobtada en la producció dels Masriera, de fet es tractava d'una voluntat que va néixer aproximadament el 1890, quan Lluís esdevingué el cap del taller. La seva intenció fou distingir-se dels 140 tallers de joieria que hi havia a Barcelona en aquell moment, per la qual cosa va començar a estudiar com introduir l'esmalt translúcid treballat amb la tècnica del plique-à-jour en les seves peces, per recrear-hi els efectes dels vitralls.
| « | Va tancar-se al seu taller amb un deixeble seu i després de tres mesos de provatures va trobar el secret... I com que en aquesta qüestió de les descobertes tot és començar, després de trobar l'esmalt parisenc va trobar un altre esmalt exquisit amb la transparència de l'esmalt i el relleu del camafeu. Va batejar-lo amb el nom de Barcelona. | » |

Els tractats d'ornamentació van tenir un paper fonamental a l'hora de donar importància a la natura com a base del disseny de les joies modernistes. Els viatges de Lluís Masriera a París per participar en exposicions o per mantenir el contacte amb els seus proveïdors de pedres precioses (Leo Sachs i Joseph Asscher) van permetre que conegués les publicacions sobre disseny i les novetats internacionals. Així va poder consultar La planta i les seves aplicacions ornamentals, de l'artista suís Eugène Grasset, que havia publicat entre 1896 i 1900; la Col·lecció d'Ornaments dels principals edificis de Berlín, de l'escultor Otto Lessing; i la Gramàtica de l'ornament, que va escriure el 1856 l'arquitecte i teòric anglès Owen Jones. Aquests manuals d'ornament oferien un gran repertori temàtic, amb motius estil Lluís XVI, que Lluís va utilitzar clarament per al repertori decoratiu dels serveis de te o cafè; i les figures femenines d'estil renaixement i temes de caràcter mitològic que feia servir per als assumptes de medallística i en algunes joies i serveis d'orfebreria d'època anterior.
El 15 de març de 1902 morí el seu oncle Francesc Masriera i la societat de joieria familiar passà de denominar-se Masriera Hermanos a Masriera e Hijos.
L'octubre de 1906 establí contactes amb el senyor Jacob de Ginebra per conèixer diversos procediments tècnics més innovadors per a joieria i l'orfebreria. Aquest interès continu per adquirir els coneixements tècnics més avançats d'Europa i aplicar-los en les seves indústries al llarg de la seva carrera demostra la voluntat de fer progressar l'art industrial del seu propi país.

## Obra

### Joieria
Des del 1872 els germans Josep i Francesc Masriera Manovens regentaven un dels establiments de joieria i orfebreria de més renom de Barcelona –al carrer de Ferran, 51- i amb el qual col·laboraven alguns dels artistes més destacats de la ciutat. A la botiga, a més, s'hi venien objectes decoratius i commemoratius. Per aquest motiu la casa Masriera, a mesura que s'acostava la fi de segle i sobretot arran dels premis obtinguts dins del marc de l'Exposició Universal de 1888 –medalla d'or i premi únic de presentació–, i a l'Exposició Universal de París del 1889 –medalla de plata–, esdevingué una firma de referència per a la classe burgesa barcelonina, catalana i espanyola, així com per a nombroses institucions públiques de l'estat.
Lluís Masriera, però, va assolir fama internacional per les seves joies modernistes i la creació dels anomenats esmalts de Barcelona, d'una extraordinària perfecció tècnica.

#### Inicis
Format en el taller familiar i la Llotja, una de les seves primeres obres demostra la col·laboració entre Lluís i Eusebi Arnau. Es tracta de l'arqueta oferta a Manuel Planas i Casals, realitzada cap a 1890, de plata cisellada i or amb pedres precioses i esmalts, que constituïen el motiu decoratiu principal. Va ser projectada per Josep Masriera i els esmalts de Llemotges eren de Lluís, que llavors tenia 18 anys. Els lleons que fan de suport sobre la base de marbre són obra d'Eusebi Arnau i hi mostra les tendències neogoticistes i orientalitzants pròpies de l'etapa premodernista.
A partir del seu viatge a l'estranger amb només 17 anys, Lluís Masriera tornà a Barcelona amb la voluntat de buscar la màxima depuració tècnica, un molt bon coneixement del cisellat i cuidant la renovació dels dissenys.
La utilització de l'esmalt transparent a partir de la dècada dels 90 condicionà la tria de temes a les seves joies i obrí una nova producció que superava les formes vuitcentistes i s'inspirava en temes provinents de la naturalesa, com les aus i les libèl·lules, ja que les ales esteses permetien utilitzar la tècnica de l'esmalt translúcid per recrear-ne la transparència i produir efectes de llum quan aquesta travessava les ales.

#### Etapa modernista: 1900 - 1913

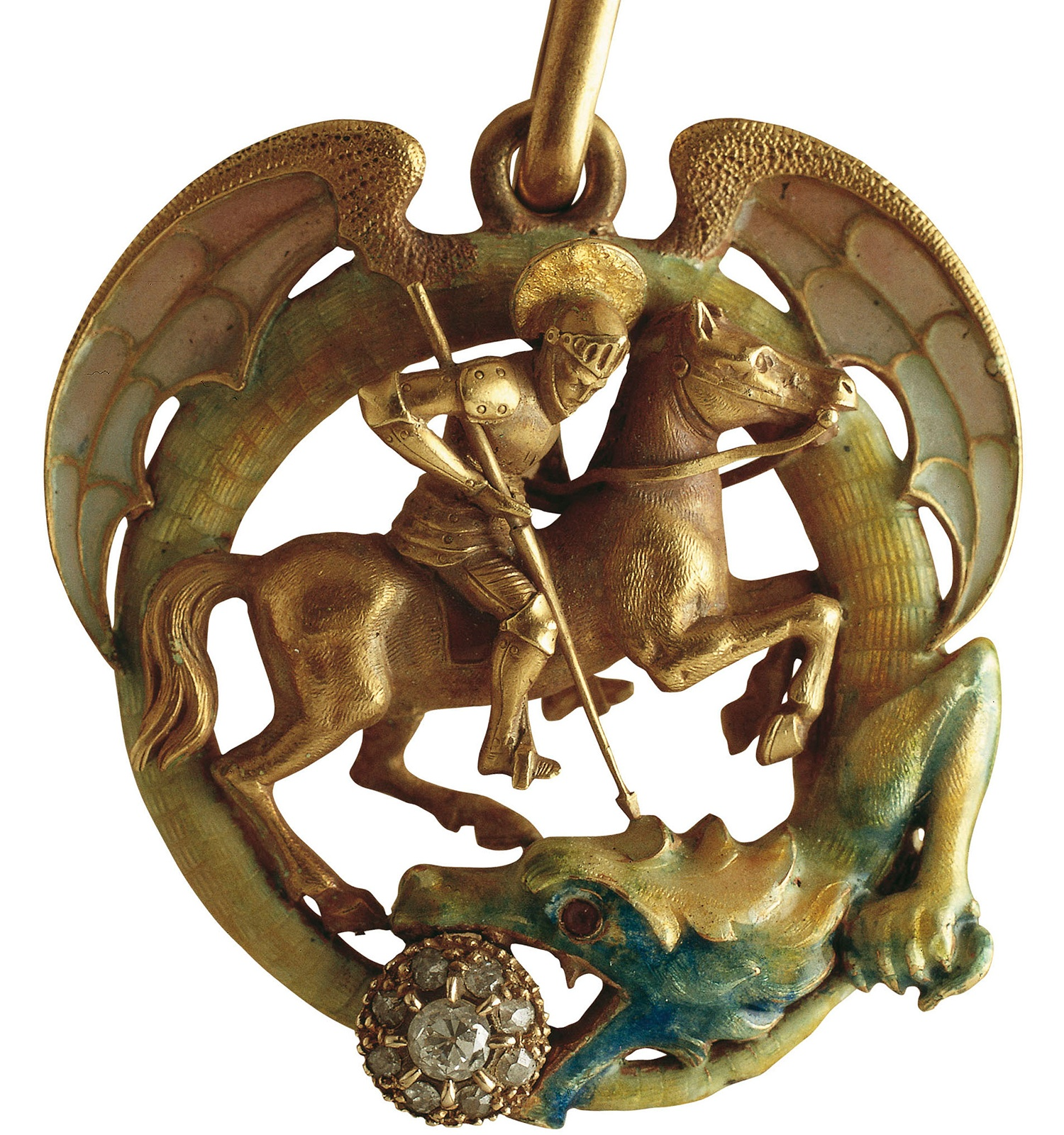
Penjoll amb Sant Jordi de Lluís Masriera i Rosés

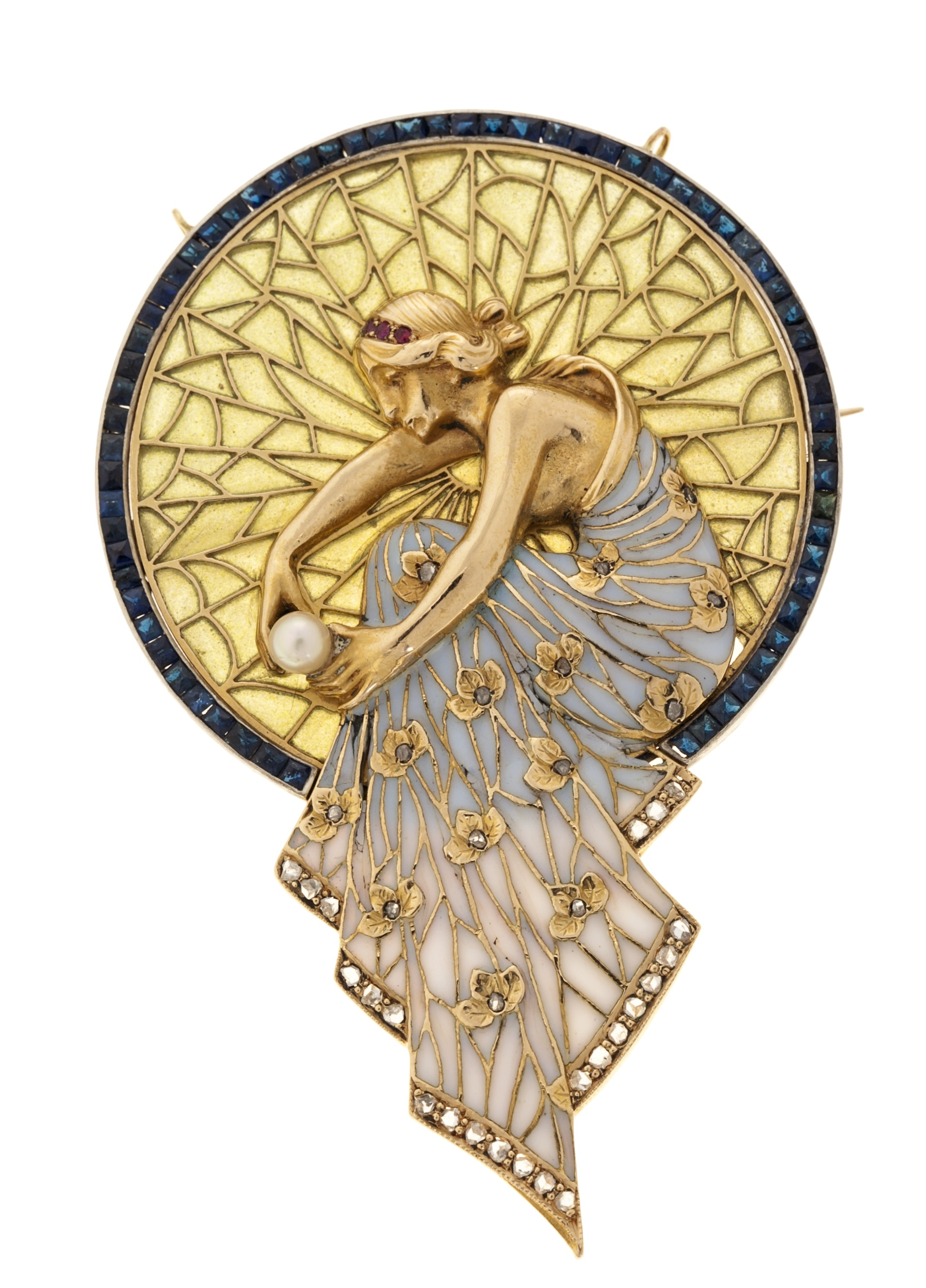
Fermall penjant amb nimfa, dissenyada per Lluís Masriera, fabricada al taller Masriera. (Cortesia de Balcli's)

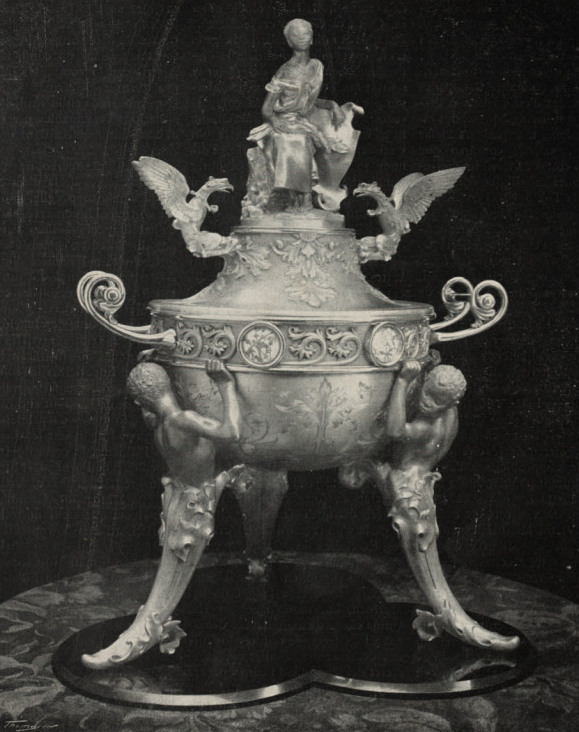
Geoteca de plata (circa 1899), dissenyada per Lluís Masriera i modelada per Eusebi Arnau, fabricada al taller Masriera. (Arxiu de Revistes Catalanes Antigues, de la Biblioteca Nacional de Catalunya)

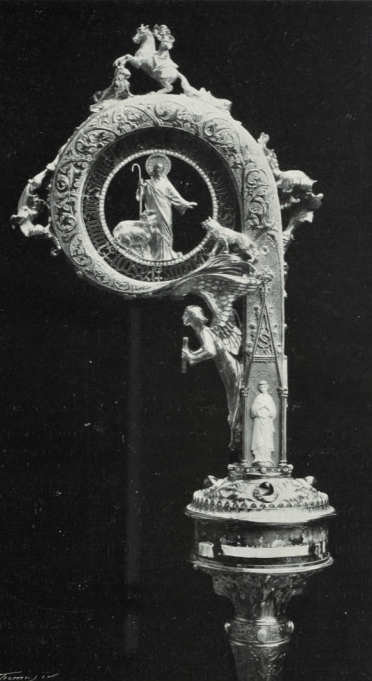
Bàcul del bisbe de Tui (1907), dissenyat per Lluís Masriera i modelat per Eusebi Arnau, fabricat al taller Masriera. (Arxiu de Revistes Catalanes Antigues, de la Biblioteca Nacional de Catalunya)

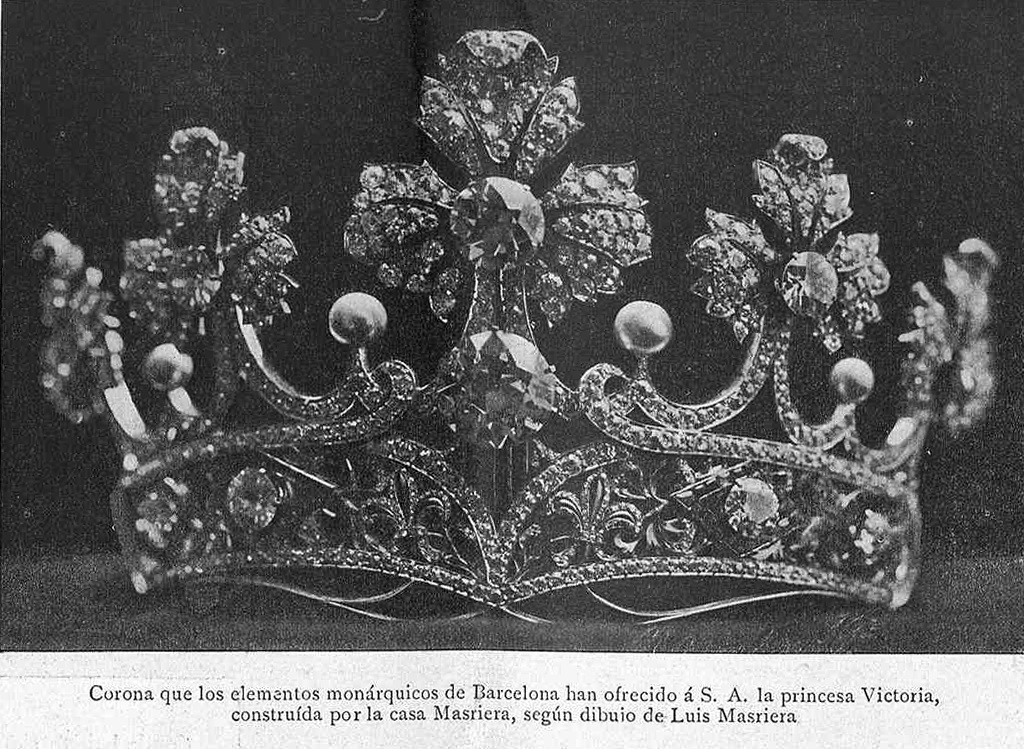
Diadema de la promesa de Victòria Eugènia

La seva etapa estrictament modernista començà el 1900, amb una producció que s'hi encaminava des de tres o quatre anys abans.
La primera obra de caràcter modernista de Lluís Masriera fou l'àmfora de motius florals, goticistes i japonitzants, que el 1895 va ser oferta al president Sagasta.
El mateix any va treballar amb Eusebi Arnau en una placa de plata cisellada, amb esmalts i relleus, realitzada segons un projecte del mateix Lluís, i oferta a la ciutat de Logronyo a Amós Salvador Rodríguez, polític i nebot de Sagasta.
En els Llibres de Taller es constata un canvi d'estil en els dissenys de 1898 cap a una moda més modernista. Els dracs, rèptils, de formes recargolades, àguiles i animals fantàstics amb pedres precioses en els becs prenen gran importància i s'han volgut relacionar amb la producció de Lalique a França, ja que era un joier reconegut abans de l'Exposició Universal de París de 1900 i les seves participacions en salons eren percebudes com a grans esdeveniments artístics.
El verdader impacte modernista en la seva producció es donà el 1901, quan decidí innovar el seu repertori formal, trencar amb la tradició i oferir a la seva clientela barcelonina un nou estil que barrejava el tradicional tractament dels metalls amb les estilitzades formes del Modernisme i la riquesa translúcida de l'esmalt. Així, el dia 21 de desembre de 1901, retirà totes les peces del segle xix exposades a la botiga del carrer Ferran per tal d'oferir, per primera vegada a Barcelona, braçalets, arracades, anells, penjolls i fermalls fins, flexibles, rics en color, envoltats de tiges sinuoses, amb ocells i insectes d'ales transparents i fons tractats com a vitralls, uns conjunts nous i impressionants.
Les aus són grans protagonistes de les joies de Lluís Masriera a partir de 1901, les grues, les garses reials, els galls i els paons, un dels ocells més característics del simbolisme i de l'Art Noveau, apareixen en fermalls, penjolls i braçalets. El tema del drac, emprat per Lluís des del 1893, presenta el 1901 la seva versió alada i durant el Modernisme tingué un gran èxit en ser associat amb sant Jordi, patró de Catalunya.
També hem de tenir en compte la iconografia prerafaelita, que presentà nombrosos paral·lels amb l'obra de Lluís, com els lliris, les noies-flors, les papallones i les aus nocturnes. L'artista jugava amb el cromatisme de l'esmalt translúcid per donar-los el simbolisme de la transformació de la natura.
En aquesta etapa modernista podem establir altres grans grups temàtics, com la representació minuciosa de la flora, el paisatge i els cicles de les estacions (simbolitzats a partir d'espigues o roselles), però el tema modernista per excel·lència des del 1901 fou la figura femenina, partint de models com les fades deliqüescents i inabastables, generalment de cos sencer, amb una perla "barroca" de forma irregular o un diamant a manera de llàgrima que hi penja; juntament amb la dona-flor i dona-insecte, d'estètica similar a la d'Apel·les Mestres i Alexandre de Riquer; i a partir del 1913 el bust femení de perfil emmarcat per una estructura circular o quadrada i amb una còfia adornada de pedreria, que es fa ressò del món del renaixement.
Aquests temes demostren que les joies de Lluís Masriera posseeixen una personalitat pròpia i ben definida. A diferència de René Lalique, que incorporà el nu en les seves joies a partir de 1895, Lluís gairebé no tractà aquest tema, ja que la seva vinculació al grup d'artistes catòlics del Cercle Artístic de Sant Lluc va ser determinant.
El 1906 va ser l'encarregat de dissenyar la diadema reial per al dia del prometatge de Victòria Eugènia de Battenberg amb el rei Alfons XIII, amb un ric cofre d'or, plata, fusta tallada, ivori i esmalts plique-à-jour i el porta-bouquet. Malauradament, avui no es conserva, però sí el projecte, amb alguna lleu variant respecte a l'obra definitiva; i la reproducció que en va fer el diari La Ilustración Artística. Així mateix, per encàrrec personal d'Alfons XIII, Lluís Masriera feu dos penjolls modernistes, una agulla per al cabell amb una papallona i una medalla d'or amb una cadeneta.
La família Masriera també destacà en el camp de l'orfebreria commemorativa i d'ús domèstic. Alhora, i molt sovint per encàrrec de la mateixa burgesia, els Masriera s'endinsaren en l'orfebreria litúrgica.
Si en el camp de la joieria dominà l'esmalt plique-à-jour, en el de l'orfebreria dominava la plata cisellada, tant en el camp dels serveis de taula (jocs de cafè, safates i copes de xampany), com en el camp de la cura personal femenina (jocs de tocador, jocs de manicura o serveis de tauleta de nit), amb peces de gran qualitat. També fou rellevant la participació de l'escultor Eusebi Arnau, sobretot en peces com la Geoteca de plata (c. 1899), que servia per a conservar terra de les colònies perdudes d'ultramar, que partia d'un disseny de Lluís Masriera amb el modelat d'Arnau, de joves que esdevenen fulles de cintura cap avall.
Pel que fa a l'orfebreria litúrgica, moltes peces projectades pels tallers Masriera no es conserven a causa de les vicissituds de la guerra i la postguerra que varen afectar el patrimoni de l'església. Lluís Masriera projectà el bàcul d'or pel Bisbe de Girona el 1905, d'or i plata daurada amb esmalts plique-à-jour, pedres precioses; i el cap i les mans de la Verge i els àngels d'ivori modelats per Josep Bernadàs, i que avui no es conserva. El bàcul del Bisbe de Tui de 1907, en canvi, sí que s'ha pogut conservar, d'or i plata repussada i cisellada, amb diamants, safirs, ametistes i esmalt pintat plique-à-jour, on van col·laborar els tres germans Masriera, Eusebi Arnau en el modelat de les figures i Josep Bernadàs en el d'ivori.
L'orfebreria litúrgica, amb l'aplicació de l'esmalt plique-à-jour, assolí la més alta qualitat plàstica del Modernisme, i refermen la importància de Lluís Masriera en el camp de l'orfebreria en l'àmbit europeu.

#### Retorn al classicisme: 1913-1924
Quan Lluís Masriera pronuncià el seu discurs titulat La caída del Modernismo l'any 1913, el modernisme ja s'havia convertit en un moviment caduc a Catalunya i regnava el noucentisme, un art intemporal, d'arrel clàssica i mediterrània.
Sota la influència dels ballets russos, les noves descobertes arqueològiques i el ressorgiment de l'interès per indrets com l'Orient Mitjà i l'Índia sorgí un nou estil "oriental" que afectà la moda i la joieria a partir del primer quart de segle xx. Paral·lels a la nova moda orientalista que assimilaren les joies dissenyades per Lluís Masriera, de policromia rica i amb temes de dansaires i d'indis en actitud hieràtica, com els penjolls amb figura oriental; s'hi superposaren temes de caràcter classicitzant, eclèctics.
A partir d'aleshores les seves joies deixaren de ser modernistes per començar a presentar-nos l'estil grec, tal com ell afirmava en els seus textos.
| « | L'art modern, que s'havia batejat amb el nom de modernisme, està en plena decadència, o, com es diu vulgarment, ha passat de moda. I han passat amb ell els taciturns genis de llargues melenes, ample barret i pipa a la boca, els símbols creadors de nimfes [...]. Passaren també els artífexs que retorçaren el ferro i la fusta amb corbes histèriques, els que treballaren la pedra com pasta i el ferro com tela, i, en fi, tots els que deu anys enrere admiràvem amb el nom de modernistes. | » |

Però els llibres de taller seguiren mostrant una producció modernista més enllà d'aquesta data. Cap a 1910 i 1911 també començaren a veure-s'hi peces de caràcter més clàssic, fins que l'any 1913 s'hi incorporaren les línies neogregues, cada cop més geometritzants, que el portarien més endavant al que es coneixeria a Europa com a art déco.
Com a característiques d'aquesta nova etapa, que perdura fins ben entrats els anys 20, destaca l'abandonament dels esmalts plique-à-jour i el treball de l'esmalt en basse-taille, la incorporació del platí com a material preciós, el gust per les peces calades i nous motius decoratius que fan referència a temes llunyans, exòtics o arcaics, com ara els lleons babilònics, les gregues i els camafeus, així com al·lusions a personatges de la mitologia, com el tema de Pal·las Atenea, que utilitzà en una joia de 1925. També cercà nous efectes decoratius a partir de la utilització de molts brillants de petites dimensions que sovint substituïen l'esmalt translúcid. La temàtica canvia a gerros de flors de caràcter secessionista i cérvols esquematitzats, de formes rectilínies i esglaonades.
El 1915 es produí la unió dels tres germans Masriera amb Joaquim Carreras, constituint-se la societat Masriera Hermanos y Joaquín Carreras, que després passà a denominar-se Masriera y Carreras. La botiga, al passeig de Gràcia, número 26, estava decorada per Lluís Masriera, en els baixos d'una casa modernista.

#### Art déco: 1925 - 1930
Si l'Exposició Universal de París de 1900 va simbolitzar el triomf oficial de l'Art Noveau, el 1925 la capital francesa acollí l'Exposició Internacional d'Arts Decoratives i Indústries Modernes, que representà el moment més àlgid d'aquest nou estil. Arran del títol de la mostra l'estil es denominà popularment art déco, o estil cubista, com generalment fou conegut a Catalunya. Comportava la creació d'un art nou, modern i contrari al gust de l'Art Noveau. L'impacte internacional de la mostra fou molt gran i els Masriera presentaren obres afins a aquest nou estil, amb un important reconeixement internacional.
La participació catalana a París el 1925 va ser autònoma amb relació a la resta de l'Estat espanyol, ja que la dictadura de Miguel Primo de Rivera va dificultar la seva presència a la mostra. El Foment de les Arts Decoratives, aleshores l'entitat capdavantera a Catalunya en el camp de les arts decoratives, participà en la mostra en dos recintes d'exposició, el Grand Palais i les Galeries Saint-Dominique, sota la direcció de Santiago Marco i aglutinà a tots els artistes catalans, entre els quals hi havia la firma Masriera y Carreras. Les obres presentades per Masriera encara estaven a cavall entre el gust modernista i el més classicista, més que no pas art déco, cosa que feia constatar un gust diferent de Barcelona respecte a França.
Pocs anys després, el 1929, encara sota la dictadura de Primo de Rivera, se celebrà l'Exposició Internacional de Barcelona. La casa Masriera y Carreras hi tingué una participació molt notable, ja que les seves obres foren exposades en un estand de grans dimensions i d'elegant simplicitat. En aquest cas la firma demostrà l'adopció de les característiques que definien l'art déco. Els fermalls, braçalets, penjolls, arracades i diademes mostraven perfils geometritzants, romboïdals, trapezoïdals, cúbics, rectilinis, presidits per brillants, aiguamarines, maragdes, safirs i topazis. Hi va haver una forta presència de l'argenteria, amb safates, jocs de cafè, plates, gerros, de totes mides i formes.
Aquest període, potser, representa el més desconegut de la trajectòria de Lluís Masriera com a joier. La característica més comuna en tots els seus dissenys art déco fou la línia que, a diferència del modernisme, ja no era serpentejant i ondulada, sinó angulosa i recta. Presentà una recerca geometritzant de les formes, en els fermalls de forma polièdrica, els jocs de volums, les combinacions cromàtiques noves a partir de la utilització de l'aiguamarina, el topazi, l'ametista, el lapislàtzuli, la turquesa i l'ònix. El repertori temàtic es basà en les formes geomètriques, les estilitzacions florals, ocells i galls esquematitzats i peixos entrellaçats que es mosseguen la cua.
L'orfebreria d'ús domèstic, però, seguí repetint en bona part els models dels primers anys del segle, només introduint alguna orla més estilitzada, com es pot observar en els jocs de cafè i te dels anys vint i trenta. Ja no eren els capdavanters en el camp del disseny, ja que la nova línia d'artistes, orfebres i joiers lligats al FAD complia nous estilemes.
Algunes de les joies més representatives d'aquest període foren el Braçalet de la serp, de 1925, i el Fermall dels peixos mossegant-se la cua, de 1920-1925, amb la mateixa qualitat que les joies del període anterior i probablement ja amb la influència de Joaquim Carreras pel que fa al tractament de la pedreria. Encara s'hi poden veure esmalts plique-à-jour, però ja en un paper secundari, lluny del protagonisme que havien tingut durant l'etapa modernista.
Pel que fa a l'orfebreria litúrgica, realitzà obres on recorregué als estils històrics, amb un treball de gran finor i qualitat cromàtica, com el calze d'or amb esmalt plique-à-jour i pintura sobre esmalt que va presentar a l'exposició de 1929 i que avui resta perdut, i la peça Resplendor i Corona d'una imatge de Maria Auxiliadora, de 1925-1930, per a la parròquia de Sant Jaume de Barcelona.

#### Darrera etapa: 1930 - 1958
El 1930 l'empresa es convertí en societat anònima i aquest fet, juntament amb els efectes de la guerra, comportà una nova consideració del negoci, des de l'interior i també des de l'exterior. El fill de Lluís Masriera, Joan Masriera Campins, era el membre de la quarta generació Masriera que va passar a formar part de la societat i dissenyava les peces d'aquells anys.
Es varen seguir projectant obres de caràcter modernista als anys 50, malgrat que l'estil modernista durant els anys 40 i 50 era oblidat i rebutjat pels seus propis creadors i per la generació posterior.
Els seus tallers comptaven amb els mateixos experts col·laboradors, però el camp en el qual treballaren més durant els anys 40 i 50 fou l'orfebreria religiosa. Van participar en l'Exposició d'Art Religiós que el FAD organitzà el 1951 i en altres mostres equivalents, com la de 1955 a Madrid, el 1958 a València, el 1959 a Múnic i el 1960 a Tolosa. Hi predominaren les creus, custòdies, calzes i patenes perquè fou el patrimoni perdut durant la guerra.
L'orfebreria de taula se seguí fabricant, tot i que anava perdent força davant dels nous dissenys, materials i exigències de la vida moderna.
Durant els anys 50 Lluís Masriera va vendre l'estudi-taller del carrer Bailèn a una comunitat religiosa i els tallers de Masriera y Carreras es van traslladar al carrer de Ramalleres.
El 1969 Narcís i Amadeu Bagués, que encapçalaven una altra firma de la joieria barcelonina, adquiriren el 50% de les accions de la societat Masriera y Carreras; i el 1985, gràcies als seus esforços, la família Bagués adquirí finalment el total d'accions de la firma i pogueren recuperar el fons artístic de la Joieria Masriera y Carreras, durant molts anys pràcticament oblidat. S'integrà a la Joieria Bagués de Barcelona, situada als baixos de la Casa Amatller del Passeig de Gràcia i actualment donen una gran difusió al fons mitjançant la col·lecció de motlles, encunys i dibuixos que han pogut conservar.

#### Fortuna crítica
La historiografia catalana actual ha volgut reivindicar la figura de Lluís Masriera i ressituar-la davant d'alguns estudis de caràcter general que l'han tractat com un mer epígon de la joieria francesa i molt especialment de René Lalique. Els punts de confluència entre l'obra de Masriera i Lalique són molts perquè deriven d'un tronc comú. En primer lloc, del descobriment de l'art japonès i l'exaltació de la natura, així com la valoració de noves tècniques i nous materials i l'atracció envers l'edat mitjana; però si les creacions de Lalique destaquen per les seves grans proporcions i pels seus temes abarrocats, d'extrema fantasia i en les quals presenta una dona molt sensual; les joies de Lluís Masriera es mouen en una línia més sòbria i clàssica, les dimensions són menys grandiloqüents, motiu pel qual ressalten per les seves qualitats intrínseques, com l'encastat de pedres precioses, la utilització dels esmalts i la perfecció dels cisellats.

### Pintura
Lluís conreà la pintura al llarg de tota la seva vida i s'hi va iniciar durant la seva infantesa. Gaudeix d'una àmplia producció pictòrica en la qual va treballar pràcticament tots els gèneres, des del retrat, la natura morta, el paisatge, la pintura religiosa, la pintura mitològica fins a la pintura anecdòtica.
Aprofitant la seva estada a París amb motiu de l'Exposició Universal de 1889, va poder visitar, acompanyat pel seu oncle Francesc Masriera, les mostres impressionistes de Manet, Sargent i Boudin i les del Petit Palais, on s'exposaven obres d'Ingres, Delacroix i David, a més d'altres exposicions paral·leles al certamen oficial. Amb 17 anys va sentir un gran impacte davant les obres exposades i degué captar visualment totes les novetats plàstiques exposades, començant a plasmar en els seus llenços l'atmosfera, la llum, l'aire i el color del Mediterrani.
La classificació per etapes de la seva producció pictòrica ve donada per la divisió que va fer el mateix artista per a la seva exposició retrospectiva, que va tenir lloc el gener de 1952 a Barcelona, molt determinada per les influències pictòriques que venien de finals del segle xix i principis del segle xx des de França.

#### Influències dePuvis de Chavannes, 1882 a 1892[37]
En les obres dels seus inicis predomina el realisme acadèmic, gràcies a la influència dels artistes que coneixia el seu pare, com Simón Gómez i Modest Urgell; però també tingué un gran paper en la seva obra la influència dels artistes impressionistes que conegué a París gràcies al seu tiet.
Entre 1891 i 1897 destaquen escenes de platja, de caràcter anecdòtic, com Platja de Llavaneres (1891) i Bleu sur bleu o Ombrel·la (1897).
També admirà l'obra de Santiago Rusiñol i Ramon Casas i fruit de la seva relació va sorgir la seva col·laboració el 1901 en la revista Pèl & Ploma; i els retrats que Ramon Casas realitzà per als tres germans Masriera Manovens el 1898.
La primera vegada que Lluís Masriera es presentà públicament com a pintor va ser en ocasió de la Tercera Exposició General de Belles Arts de Barcelona de 1896, en la qual prengué part amb dos retrats. En aquesta mostra també participaren, amb obres de caràcter simbolista, Santiago Rusiñol, Alexandre de Riquer, Adrià Gual i Joan Brull.

#### Època grisa, 1898[37]
D'aquest període destaca Ocell de golfa (1898, MNAC), obra amb la qual participà en la Quarta Exposició General de Belles Arts de Barcelona del 1898, on fou guardonada amb una tercera medalla. D'aquesta època també destaquen altres obres com Ancià mirant un quadre o Noi menjant, de 1899.
Francesc Miquel i Badia, crític d'art de l'època, el va descriure com un impressionista per la forma de pintar, i com un naturalista, pel tema escollit i la manera de representar-lo.
El naturalisme que desprèn l'obra ja havia estat conreat per Santiago Rusiñol i els primers modernistes, i aquest fet es denota en l'elecció d'un assumpte vulgar, en la representació incompleta d'alguns elements de la composició i el predomini de la monocromia.
| « | Casas i Rusiñol ens portaven l'aire de París; els joves vibràvem d'entusiasme davant de les seves teles i condemnàvem sense pietat tot el que ens semblava vell […] Esplèndida generació! Casas, Rusiñol, Galwey, els germans Llimona, Brull, Graner, Meifren, Baixeras, Barrau […] I dintre d'aquesta generació el pintor per antonomàsia va ser Santiago Rusiñol. | » |

#### Època decorativista, 1903[37]
L'inici d'aquest període es podria situar en els primers anys de segle, coincidint amb la seva primera exposició a la Sala Parés. Sol reproduir temes d'arrel simbolista amb nimfes o aus fantàstiques en la mateixa línia que les seves joies.
La seva obra simbolista connecta formalment amb la d'Alexandre de Riquer i Adrià Gual; gràcies a la influència que rebé Lluís el 1889, moment en el qual va començar a dibuixar en el taller familiar al costat de Riquer, que impregnà del seu lirisme el jove Lluís. El simbolisme de Gual, però, era més imaginatiu, i també es convertí en un model per a l'artista.
El 1899 viatjà a París amb Francesc Labarta i visità l'exposició d'aquarel·listes i pastelistes; i el 1903 conegué Anglada-Camarasa, del qual valorà el seu personal cromatisme.
Les primeres obres del nou període van ser exposades a la Sala Parés el 1904 i Raimon Casellas es va mostrar molt elogiós pel nou caire decorativista de les seves obres, afirmant que "les figures d'aquestes composicions són les més sòlides i bellament pintades que recordem haver vist en l'art decoratiu de casa nostra".
A l'Exposició Internacional d'Art de Barcelona de 1911 va participar amb l'obra El fill pròdig.

#### Època Mediterrània, 1904-1919[37]
A partir de 1911 podem trobar obres amb un cert aire classicista, en contacte amb el corrent del noucentisme. Va ser amic d'un dels impulsors del corrent, l'escultor Josep Clarà, i això el portà a relacionar-se amb els seus postulats estilístics i de pensament i a publicar textos com La caiguda del Modernisme el 1913, en la qual defensava que:
| « | Hem d'aprofitar les sàvies lliçons dels grecs, fonamentant sobre les seves ensenyances un art nou. Aquesta última escola encapçalada pel gran escultor català Josep Clarà es per a mi el vertader avenir de la nostra terra. | » |

També cultivà la temàtica anecdòtica de caràcter popular denominada espanyolada, que estava en voga en el París dels anys 60 i que es va imposar de nou a Europa a principis del segle xx. El 1905 va participar en l'exposició de Londres amb un quadre titulat Carmen i, a París, en el Salon des Beaux Arts amb Moeurs Gitanes; i seguí treballant la temàtica en els certàmens celebrats a Barcelona entre 1907 i 1911, amb obres com La Maja.

#### Època lluminista, Estil estereoscòpic i Època roja, 1920-1939[37]
A partir del 1920, un cop superada la pervivència de la temàtica realista folklòrica espanyola, es comença a interessar pels efectes lumínics, les ombres i l'espai representat, amb una pinzellada molt més pastosa que en els seus inicis.

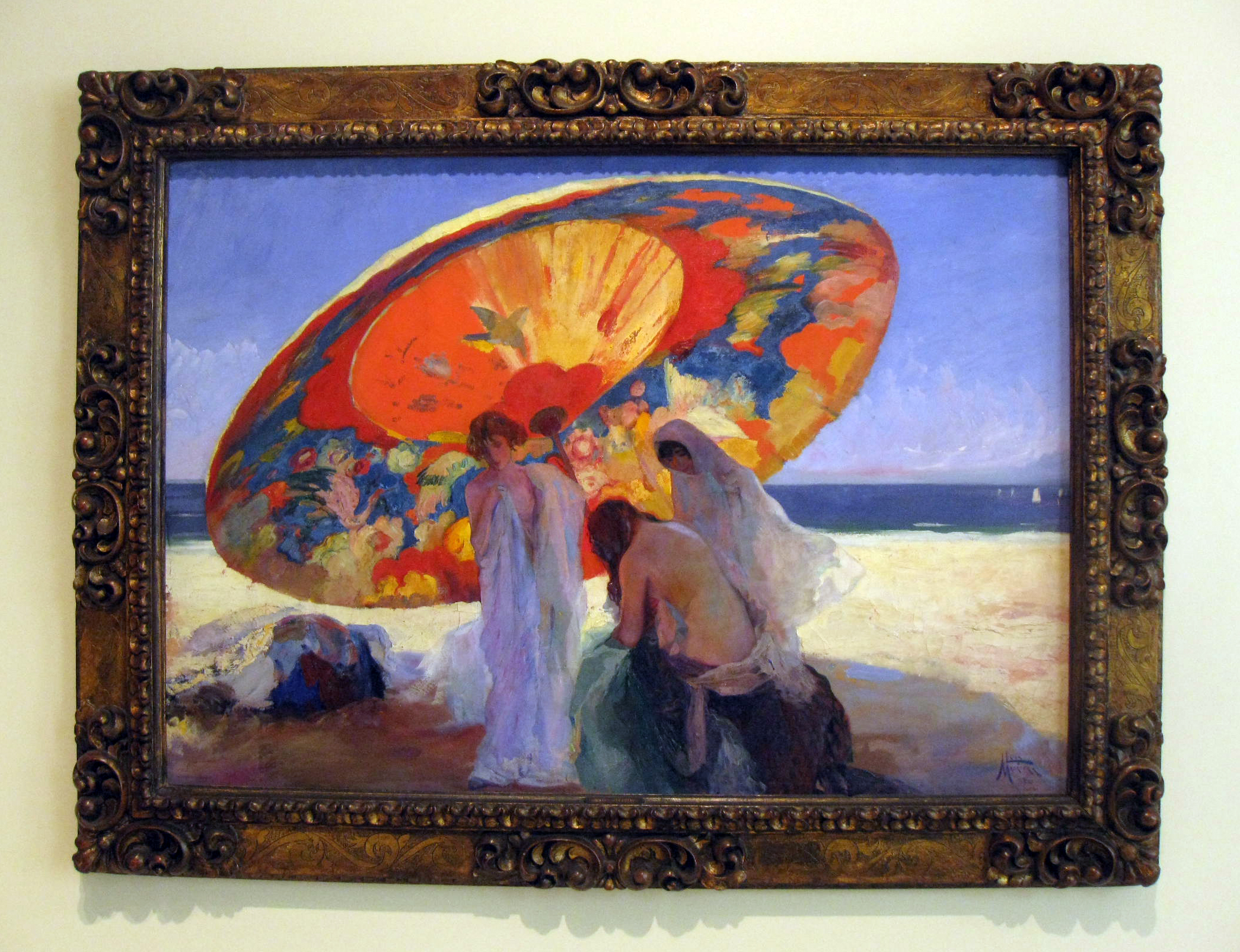
Ombres reflectides (1920), obra de Lluís Masriera
exposada al MNAC de Barcelona.

El 1920 pintà Ombres reflectides (MNAC), en la qual representà unes figures femenines en una platja (probablement Llavaneres) sota una gran ombrel·la d'intens cromatisme i de caràcter japonesitzant, on podem veure reunides les seves capacitats artístiques com a orfebre, esmaltador, pintor decorativista i escenògraf. El quadre va ser admirat internacionalment i prova d'això és l'anècdota que ell mateix explicà el 1936 quan va entregar l'obra al museu:
| « | El quadre Ombres reflectides és el que té més història de la meva producció pictòrica [...]. Aquest quadre, que vaig exposar per primera vegada a Madrid amb el títol d'Ombres reflectides, va anar després a Londres formant part d'una exposició de pintura espanyola antiga i moderna. La gran revista The Sketch va publicar L'ombrel·la a tot color i a doble pàgina. The Studio la publicà junt amb els millors quadres de l'exposició espanyola. I un amic meu que al cap d'uns mesos va anar a Orient, em va portar una reproducció del quadre, pintada en un vano japonès [...]. Inspirant-me en el quadre, i potser suggestionat per la seva popularitat, vaig escriure la comèdia titulada Sota l'ombrel·la. | » |

A partir de 1921 Lluís es va dedicar prioritàriament al teatre, i aquest fet va anar en detriment de la seva pintura. Malgrat això, les seves obres estaven plenes de llum i ombres, amb una paleta decorativista i una pinzellada solta.
Realitzà pintures de gènere, de caràcter intimista burgès, prenent com a font d'inspiració l'obra d'Eugène Carriérre, amb obres com La dama del llibre o Dues amigues, de 1920.
L'estil estereoscòpic que cita Lluís Masriera fa referència a la multiplicitat de plans espacials dintre d'una mateixa composició, buscant-hi la profunditat. Per la influència que rebé del teatre, plasmà espais interiors que recorden un escenari, amb un gran gust per la minuciositat dels detalls.
Els retrats d'aquesta etapa també mostren interès per la llum, però hi preval la narració del tema, hi predomina la línia i les figures són retallades contundentment del fons, per convertir-les en protagonistes. D'aquesta època roja destaca l'obra Sentint missa per la ràdio (1936, col·lecció particular).
Després d'una intensa dedicació al teatre, el 1931 recuperà la pràctica de la pintura, però amb obres molt més anecdòtiques, convencionals, freqüentment representades en interiors burgesos minuciosament descrits, amb una protagonista femenina dedicada a les activitats de la llar.
La núvia (1836, MNAC) participà en el Saló de Barcelona de l'Exposició de Primavera, que es va fer el 1936, una obra molt conservadora davant dels moviments d'avantguarda coetanis a l'artista, ja que llavors els seus preceptes estilístics es basaven en una concreció de les formes, cromatisme equilibrat i pinzellada contínua. Sovint recuperava la temàtica de la natura morta en els seus llenços, molt fonamentada en la tradició espanyola, degut a la seva voluntat de donar rellevància als valors nacionals i religiosos.
En arribar els anys de la Guerra Civil Lluís es traslladà amb la seva família a Sant Andreu de Llavaneres i plasmà escenes de platja, que treballava després d'haver pres apunts del natural, plens de llum i novament tractant l'ombrel·la com a element principal de les composicions, com en l'obra Llegint sota l'ombrel·la de 1936.

#### Darrer període
Les obres dels anys 40 es caracteritzen per la rotunditat de les formes, la pinzellada concisa, un cromatisme en el qual predominen els tons neutres i la preeminència de la línia enfront de la taca cromàtica, destacant el Retrat de Pilar de 1940 i la sèrie de pintures Dotze hores de la dama blanca, de temàtica anecdòtica.
D'aquest període també són rellevants els nombrosos encàrrecs religiosos que realitzà per a diverses parròquies catalanes. Es tractava d'obres de gran format, en les quals també ressaltava la lluminositat i la línia. Destaquen l'Últim Sopar, de 1941, de l'absis central de la parròquia de Sant Feliu de Torelló; i el Descens de l'ànima del pare de Santa Bàrbara a l'infern, de la parròquia de Santa Maria de Vallfogona de Riucorb de 1947.
Durant els anys 50 seguí pintant obres de caràcter religiós, en què predominaren tons neutres i la recuperació dels tons blaus de la seva primera etapa, com en les obres Joan i les tres Maries davant del Calvari i L'Ascensió del senyor, de 1950, situada a l'absis de la Parròquia de Santa Maria de Sant Antolí, prop de Cervera.
També cal remarcar que per a l'exposició retrospectiva del Palau de la Virreina de 1952, Masriera presentà la sèrie de quadres Somnis bojos, en què s'apartà de l'estètica de tota la seva producció anterior per connectar directament amb els moviments d'avantguarda dels anys 50, com el moviment català Dau al Set.

### Teatre
Masriera fou un gran innovador en el teatre amateur, experimental, d'aficionats i íntim; però va arribar a nivells de professional, gràcies a la llibertat de la qual gaudia per innovar i presentar obres de qualitat, que li valgueren el reconeixement internacional. Treballà de manera constant amb la possibilitat d'interrelacionar en una expressió conjunta diverses fonts de la seva inspiració, com la literatura, la plàstica, la música i la història. D'aquí que Joaquim Folch i Torres afirmés que "Masriera no ha parat fins a fer el seu teatre ideal, aquest admirable i deliciós concert de totes les arts". El seu avi, Josep Masriera Vidal, va ser l'instaurador d'un seguit de funcions teatrals familiars a la casa del carrer de Vigatans, el títol i el repartiment de les quals apuntava al quadern Teatro Talía en casa des del 1855. Aquesta fascinació teatral va portar Lluís Masriera a dedicar-s'hi plenament i de manera polifacètica, ja que va ser autor, fundador i director d'una companyia, director d'escena, actor principal, escenògraf, figurinista, assagista, creador i il·lustrador de publicacions de difusió teatral.
Els fets que facilitaren les seves innovacions teatrals foren les seves estades de formació a capitals europees, com París, Londres i Ginebra, que constituïen el bressol de la gran obertura a nous corrents i mitjans d'expressió que van caracteritzar la vida teatral del tombant de segle; i el coneixement del gran projecte renovador d'Adrià Gual amb el seu Teatre Íntim i la seva Escola d'Art Dramàtic de Barcelona.
El 1921 fundà la Companyia Belluguet, un grup de teatre amateur amb el qual realitzà experiments i innovacions que gaudiren de l'interès i de la consideració internacionals. La companyia va rebre nombrosos premis pels seus treballs teatrals. Aquest reconeixement el portà a ser convidat a assistir a l'Exposició Internacional de Teatre de Nova York el 1925, fet decisiu i que influí en el seu gir cap a aquest camp. Així, entre 1921 i 1931 s'establí una nova etapa en la qual es dedicà intensament a l'activitat teatral, en detriment d'altres disciplines artístiques.
Afirmava que el teatre era la casa on s'aplegaven totes les Belles Arts i el considerava com la unió harmoniosa i coherent de totes elles: literatura, pintura, música, escultura, art dels teixits i arts industrials.
Coneixent les innovacions teatrals europees, que venien de la mà de Richard Wagner i el seu concepte d'art total; així com les produccions teatrals d'Adrià Gual en l'àmbit català, es mostrà sempre ben obert a totes les possibilitats en pro de la qualitat artística. Així introduí en les seves obres teatrals objectes inanimats que cobraven vida, articulava diversos escenaris, creant el “teatre tríptic”, jugava amb els efectes de llum i, per damunt de tot, portà a terme una economia d'elements i simplicitat. Aquests foren els trets que li atorgaren l'admiració i els premis obtinguts en diversos concursos internacionals.
Seguint les teories teatrals de Georg Fuchs i l'escenografia de Fritz Erler creava les seves obres. Masriera optà per una escena poc fonda i propera al públic, on els sons no es perdessin cap al fons i on l'actor hi quedés retallat, mitjançant la llum davant dels personatges i la llum davant del fons. Un dels seus muntatges més celebrats fou Fantasia japonesa, de 1931, amb plafons geomètrics al fons de gran impacte per la seva simplicitat expressiva. Feia un teatre de figura, en el qual destacaven els detalls menuts i subtils i on sobresortia la figura de l'actor i l'expressió del seu rostre. En Els vitralls de Santa Rita, per exemple, Masriera volgué aconseguir produir la sensació que els personatges dels vitralls parlaven com la gent d'un altre temps, emprant la sonoritat del diàleg dels autors del segle xiv i XV, en contraposició amb el realisme del llenguatge del guardià del castell on es trobaven els vitralls, creant un ambient de somni o imprimint a l'acció un caràcter d'època.
Va inaugurar tres sales de la seva propietat, una d'elles amb aforament per a cinc-centes persones. Un dels teatres va ser construït a Sant Andreu de Llavaneres el 1909. La Companyia Belluguet, activa fins al 1936, actuava al taller-estudi Masriera que havien construït el seu pare i el seu oncle Francesc. La Companyia hi representava obres pròpies, com El retaule de la flor (1921), Els tapissos de Maria Cristina (1923), Un idil·li prop del cel (1924), musicada per Eduard Toldrà i Soler, Els vitralls de Santa Rita (1926), i altres obres d'Apel·les Mestres, Molière, Cervantes o Goethe. El 1932 l'estudi-taller fou transformat en el Teatre Studium, on actuà fins al 1936 amb els seus col·laboradors, el nucli bàsic del qual era constituït per diverses generacions de la seva pròpia família. Feu també representacions a Palma i a Alcúdia (1932).
Des del 1940, durant la postguerra, reprengué les activitats teatrals en castellà amb la companyia El Teatro de los Artistas, que es mantingué activa fins al 1948.
Globalment considerada, l'obra escenogràfica de Masriera es definia com a enemiga de les regles i oberta a tots els mitjans utilitzats per l'artista sincer. Es caracteritzava per l'eclecticisme de les seves propostes, tant estilístiques com tècniques, així com una seriosa i deliberada reacció a l'exclusivisme d'una única modalitat, conreat, a excepció de Gual, per tots els escenògrafs del moment. Abans i durant la producció de Masriera, només hi havia una opció tècnica, els decorats pintats amb peces col·locades unes darrere les altres i dos vessants estilístics: el tradicional, amb una reproducció fidedigna de la realitat, conreada per Maurici Vilomara, Salvador Alarma, Frederic Brunet i Antoni Pous; i el reformista, obert a estilitzacions, iniciat per Oleguer Junyent i assumit per Josep Castells, Joan Morales, Ramon Batlle i Emili Aragó.
L'obra de Masriera va respondre a aquesta invariabilitat. Al servei de cada gènere i de cada proposta dramatúrgica nova assumeix plantejaments d'estil i tècnics diferents, fruit a la vegada d'una notable cultura històrica respecte dels referents artístics i d'un profund impuls experimentador, que donen com a resultat muntatges d'una sorprenent originalitat.
La seva posició eclèctica es manifesta en l'amplíssim i lliure repertori de gèneres en els quals, sobretot al llarg de la dècada dels anys 20, inscrigué la seva obra d'autor dramàtic. Hi trobem muntatges definits com a sàtires sobre el cor (La nineta i el soldat, 1921), visions místiques (El retaule de la flor, de 1921), drames orientals (Sota la tenda, de 1923), farses impressionistes (Les mones de Pasqua, de 1924), somnis (Els vitralls de Santa Rita, de 1926), caricatures teatrals (La festa es fa pel títol, de 1931), visions escèniques (El belén vivido, de 1947) i tapissos cervantins (Un tapiz de Don Quijote, de 1948), entre d'altres. També és palpable l'eclecticisme en la varietat de fonts històriques i culturals de les seves produccions, que evoquen els mons rurals i urbans contemporanis, el segle d'or espanyol i francès, l'edat mitjana, el món simbolista i l'antiguitat grega; així com en les opcions estilístiques i tècniques de les seves escenografies, amb un ample espectre de possibilitats, des del descriptivisme plàstic detallista de L'estella de la creu, de 1925, l'estilització figurativa d'El ball de Sceaux, de 1929; i les innovacions pròpies de l'artista, que presentaven plantejaments sorprenents i inèdits, com l'animació d'objectes i la simultaneïtat d'espais dels escenaris-tríptic, com en El retablo de las maravillas, de Cervantes, de 1928.

### Altres activitats
També cultivà la literatura, participant en els Jocs Florals de Barcelona de 1924 amb els poemes Balada del Príncep de Persia, Amor dintre la llar i El vell tapiç.
Als prolegòmens del romanticisme diversos nuclis d'intel·lectuals i artistes fundaren les seves pròpies revistes amb l'objectiu de plasmar-hi les seves vivències, interessos artístics i personals, com també les seves posicions sociopolítiques. A Barcelona, Josep Masriera, el pare de Lluís, i els seus oncles, Francesc i Frederic Masriera, fundaren una revista manuscrita setmanal que van titular El Recuerdo (1862-1872), de caràcter estrictament privat. Lluís Masriera, apartant-se per concepte i intenció de l'esperit romàntic dels seus predecessors, fundà tres revistes que foren publicades, La Veu Punxaguda (1922-1928), òrgan de difusió de les activitats teatrals amateurs de la companyia Belluguet; Estilo (1906), revista quinzenal dedicada a la difusió de les arts decoratives i industrials; i Esplai (1927-1928), suplement trimestral de La Veu Punxaguda; així com anuaris de les seves activitats (1929-1932). A més, entre 1901 i 1903 va escriure nombrosos articles a la revista Pèl & Ploma, estudiant l'obra d'artistes estrangers, sobretot francesos, com Henri Toulouse-Lautrec i Paul Gauguin.
La música també va ser una altra de les aficions familiars que va desenvolupar durant la seva carrera. Tocava el piano, el violí i el cel·lo, componia sarsueles, música religiosa i escrigué un llibret per a l'òpera El Malfiat, per a Miquel Masriera Roig, cosí de l'artista i compositor.
Fou un gran aficionat a la fotografia i a la cinematografia i posseïa una col·lecció de càmeres. Aquest interès pel col·leccionisme i aquestes inquietuds intel·lectuals i culturals el fan tan rellevant com els personatges de l'elit cultural europea de la seva època i foren aficions que no deixà de cultivar al llarg de tota la vida.

## Exposicions
Realitzà exposicions a Barcelona, Saragossa, Madrid, París (Salon des Artistes Français), Buenos Aires i San Francisco, com a orfebre i com a pintor.

### Joieria
La primera mostra de joieria en la qual pogué participar fou el 1899, amb motiu de la IV Exposició de Belles Arts del Cercle Artístic de Sant Lluc, en què va tenir l'ocasió d'exposar els seus esmalts.
El desembre de 1901, en l'exposició celebrada als locals de Can Masriera, aconseguí reintroduir l'esmalt translúcid i opac a Catalunya. Presentà el seu estil personal fonamentat en les influències de l'Art Nouveau de René Lalique i l'imposa en el camp de la joieria catalana.
L'abril de 1904, amb motiu de la visita del rei Alfons XIII a Barcelona, va organitzar una exposició d'art català en l'estudi-taller Masriera del carrer Bailèn.
L'Exposició Internacional de les Arts Decoratives de París de 1925 va ser un esdeveniment clau per a la difusió de l'estil art déco.
Lluís Masriera, soci del FAD des de feia anys i autor de la primera copa commemorativa de la festa anyal de l'entitat el 1917, s'encarregà de la decoració i el muntatge de l'espai circular de la secció espanyola del Grand Palais, on situà una pintura seva sobre tela, amb figures al·legòriques a les arts, emmarcant en forma de fris l'espai dedicat a Masriera y Carreras, on hi havia dues vitrines de fusta, bronze i vitralls emplomats, i una de més senzilla al centre. A l'interior s'hi disposaren 41 joies, com braçalets, fermalls, penjolls, un ventall, botons de puny, tres medalles i una copa commemorativa amb esmalt plique-à-jour, a més d'altres peces d'argenteria. També exposà la maqueta escenogràfica de la seva comèdia Sota l'ombrel·la, per la qual va ser guardonat amb el Gran Prix d'escenografia.
Les joies i objectes d'orfebreria van gaudir d'un gran èxit de públic, tal com demostren els premis assolits pel FAD i els expositors catalans, els elogis de la premsa estrangera i les obres venudes. Fou arran d'aquesta exposició que les obres de Lluís Masriera adoptaren obertament l'estil art déco i que tingué la seva expressió més completa en les seves peces exposades al Palau de les Arts Decoratives en el marc de l'Exposició Internacional de Barcelona de 1929.
En aquesta exposició Masriera y Carreras optà per la línia internacional de l'alta joieria, mentre alguns joiers i orfebres catalans d'aquell mateix període, com ara Ramon Sunyer i Jaume Mercadé, s'havien endinsat en el món mediterrani i noucentista. Aquesta línia internacional incidí en la seva producció, que mostrava, cada cop més, l'influx de l'art déco. En aquest cas la firma Masriera y Carreras es va presentar com una societat autònoma, que no va necessitar el FAD per exposar a Barcelona.
Amb motiu de l'exposició, Masriera presentà una antologia de la seva producció des dels orígens fins a aquell mateix any, encapçalada per les arracades de la passantia de Masriera i Vidal del 1838 i, com a colofó, una diadema de platí, brillants i maragdes de gust déco què Lluís Masriera va presentar a l'Exposició Internacional.
En el període de la postguerra Lluís Masriera i la firma Masriera y Carreras es van especialitzar en l'orfebreria religiosa, participant, amb nombroses peces litúrgiques, en l'Exposició d'Art Religiós que va organitzar el FAD el 1951. El 1955 va participar com a convidat d'honor en la III Biennal Hispanoamericana d'Art, un altre cop amb peces religioses, entre les quals hi havia el bàcul del Bisbe de Tui del 1907 i algunes peces d'esmalt; i el seu fill, Joan Masriera Campins, també hi exposa una patena, un calze i una custòdia.

### Pintura
En el camp de la pintura seguí els passos del seu pare i el seu oncle, participant en les exposicions de la Sala Parés i el Cercle Artístic de Sant Lluc a Barcelona, les exposicions de Belles Arts de Barcelona i Madrid; així com els Salons convocats a París. A més, la seva producció pictòrica traspua la seva tasca com a joier i orfebre.
El 1896 va participar per primer cop en la Tercera Exposició de Belles Arts de Barcelona amb un retrat. El març de 1897 exposà un retrat a la col·lectiva del Cercle Artístic de Sant Lluc, a la Sala Parés. Aquest mateix any participà en l'Exposició General de Belles Arts de Madrid amb l'obra Les flors del jardí, i unes joies, i va ser guardonat amb una medalla de tercera classe.
L'abril de 1898 participà en la Quarta Exposició de Belles Arts de Barcelona amb Ocell de golfa (1898, MNAC) i Fent ganxet, i va ser guardonat amb una medalla de tercera classe. Al seu torn l'obra Ocell de golfa va ser adquirida pel Museu Municipal de Belles Arts de Barcelona. El desembre també exposà L'hora de dinar en la XVI Exposició de Belles Arts de la Sala Parés.
A partir de 1899 i en els anys consecutius continuà participant en les exposicions de pintura de la Sala Parés, el Cercle Artístic de Sant Lluc i les Exposicions Generals de Belles Arts de Madrid, amb obres com el Retrat del meu pare i Bons veïns.
El 1904 va gaudir de la seva primera exposició individual a la Sala Parés, apadrinat pel seu pare, un dels grans artistes de la sala, amb obres típicament encabides en el moviment modernista, en les quals es detecta el decorativisme i la sensibilitat que mostrava en les seves joies. L'exemple més representatiu que hi exhibí va ser l'obra Les Papallones (1903), les protagonistes de la qual són la versió pictòrica de les dones-papallona dels fermalls i penjolls modernistes de l'època.
Els mesos de maig de 1904 i 1906 participà en l'Exposició Nacional de Belles Arts de Madrid i va ser distingit amb la Menció d'Honor en tots dos casos.
Durant el 1905 va exposar a Londres en la mostra Spanish Art & Warings's, Living Artists of Spain, amb dos llenços; i al Salon des Beaux Arts de París amb Moeurs de gitanos.
El 1906 col·laborà amb diversos artistes catalans en la realització d'un àlbum de dibuixos que regalaren a Alfons XIII i Victòria Eugènia amb motiu del seu casament.
El juliol de 1907 participà en l'Exposició Internacional de Belles Arts i Indústries Artístiques organitzada per l'Ajuntament al Saló de la Reina Regent d'Espanya, presentant les obres Cel de trons, Pati antic, La torera i el plafó de La dansa, i va ser premiat amb la medalla de tercera classe. Decorà alhora la sala IX (Secció Espanyola) del Palau de Belles Arts amb el gran plafó de La dansa i dos frisos.
Com a membre del Cercle Artístic de Sant Lluc, va participar en nombroses exposicions de l'entitat, a més de les exposicions nacionals de Madrid, presentant obres com Paisatge de Llavaneres i Epifania el 1908; i als Salons de Beaux-Arts i d'Independants de París, amb La filla pobra, el 1908, i Choix de pommes de terre, el 1910.
També presentà obres com a pintor i orfebre a la VI Exposició Internacional de Barcelona de 1911 i com a pintor a les exposicions de Saragossa de 1911 i 1919; Buenos Aires de 1911 i Londres el 1914, en les quals va anar donant lloc als nous aires classicistes dintre de la seva producció modernista.
El 1918 formà part de la Junta de Museus de Barcelona i participà en l'Exposició d'Art de Barcelona, com a artista i com a vocal, amb obres com La gallina dels ous d'or, Sensació d'intimitat, Vestint-se i Dansa oriental; i el 1919 amb Baralla de galls i La dona de la mantellina.
El 1920 participà en l'Exposició Nacional de Belles Arts de Madrid amb Ombres reflectides o L'ombrel·la japonesa, tema inspirat en la comèdia Sota l'ombrel·la, i va ser condecorat. També tingué l'ocasió d'exposar amb Ramon Casas i Carlos Vázquez a l'Havana.
Entre 1921 i el 1934 la seva activitat es concentrà en el teatre, participant en exposicions internacionals, i fou premiat a Nova York, Londres, Amsterdam, Madrid i Barcelona.
El 1935 celebrà una exposició individual a la Sala Busquets de Barcelona, en la qual aportà les obres més recents; i el 1941 exposà de nou a la sala amb trenta-dues obres més.
El 1950 participà en l'exposició El paisatge de Llavaneres, a Sant Andreu de Llavaneres, amb Tardor, Primavera i Pols de sol.
El gener de 1952 Lluís Masriera fou homenatjat a Barcelona amb una exposició de la seva obra pictòrica que duia per títol Setenta años de pintura, al Palau de la Virreina, per la qual es reconeixia la seva dedicació a aquesta disciplina artística.